# Немања Бешовић
Немања Бешовић (Подгорица, 8. јун 1992) је српски кошаркаш. Игра на позицији центра.

## Каријера
Из млађих катеогрија подгоричке Будућности прешао је у новосадску Војводину Србијагас. Дебитовао је за први тим Војводине у сезони 2007/08. У новембру 2008. потписао је вишегодишњи уговор са Партизаном. У септембру 2012. поднео је захтев за раскид уговора након што је изостављен са списка путника за пријатељски турнир у Фуенлабради. У јуну 2013. потписао је трогодишњи уговор са белгијском екипом Спироу Шарлроа који га је одмах проследио на позајмицу у Вервје-Пепинстер. Током. 2016. био је члан Струмице.

## Успеси

### Клупски
- Партизан:
  - Првенство Србије (4): 2008/09, 2009/10, 2010/11, 2011/12.
  - Јадранска лига (3): 2008/09, 2009/10, 2010/11.
  - Куп Радивоја Кораћа (4): 2009, 2010, 2011, 2012.

### Репрезентативни
- Европско првенство до 18 година:  2009.
- Светско првенство до 19 година:  2011.